# 頂崁村
頂崁村又名頂崁社區，是台灣南投縣水里鄉的一個村，人口約1500人。位於臺16線和臺21線的交會處，是由南投市通往日月潭、阿里山或玉山的交通要衝，為新中橫公路水里端起點。著名的水里蛇窯在該村中，故當地居民自稱該村為「手藝之村」。其他重要景點包括，新高登山口紀念碑、八通關古道紀念碑、釆荷莊、沐陶窯、蓮因寺、藝之森公園、邵族雨社山聚落、逐鹿古道等。

## 參閲
- 頭社山（H856M，土地調查局圖根點）
- 雨社山
- 北雨社山（H964M，山字森林三角點）

## 外部連結
- 水里鄉逐鹿古道/雨社山 （页面存档备份，存于）
- 逐鹿古道--雨社山/後尖山/頭社山 （页面存档备份，存于）